# Landverkehr

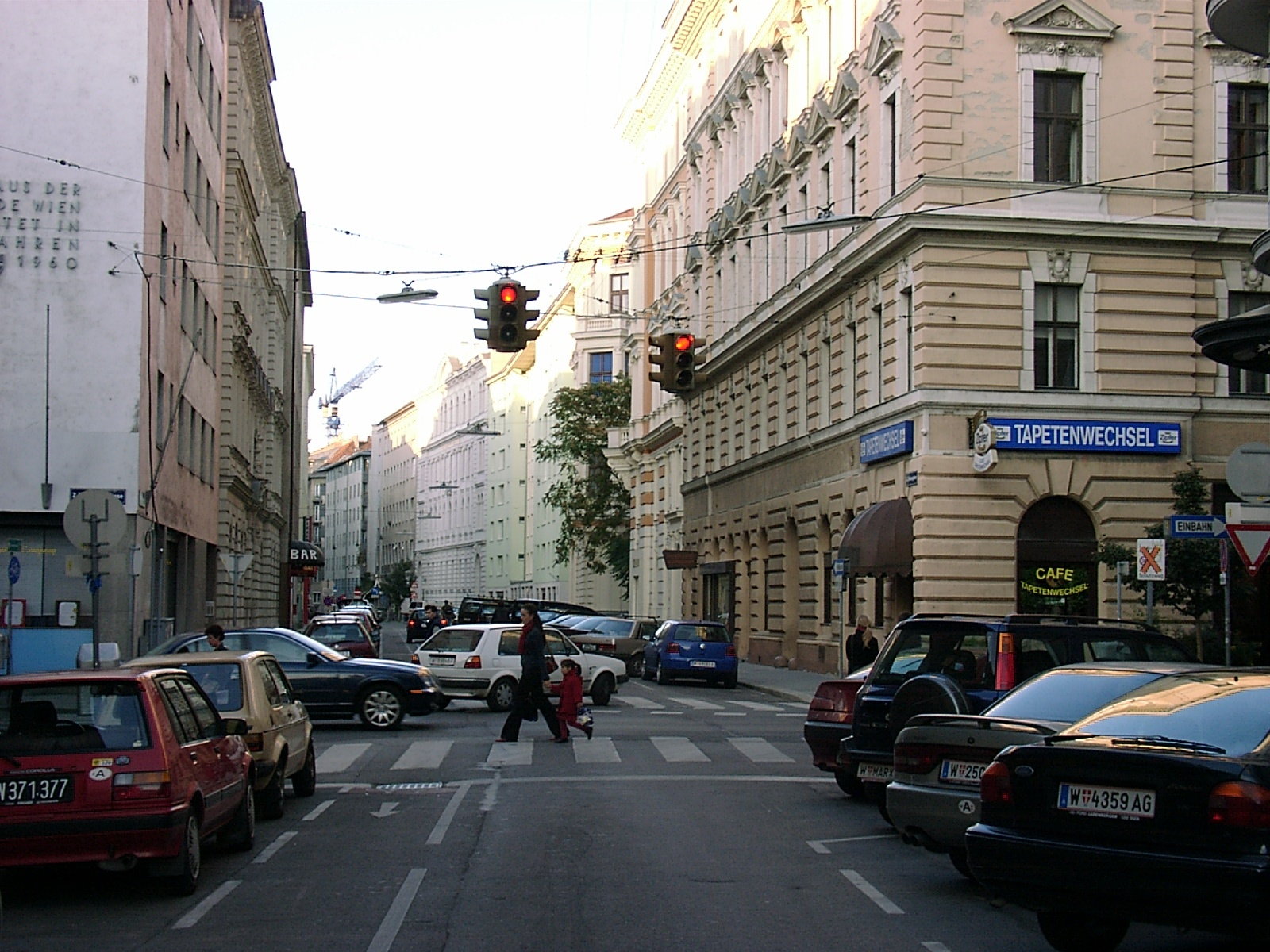
Straßen- und Fußgängerverkehr (Wien)

Als Landverkehr werden alle Transport- und Verkehrsmittel sowie die Verkehrsinfrastruktur zusammengefasst, die auf der Landfläche zum Einsatz kommen können. Pendants sind der Wasserverkehr und der Luftverkehr.
Der Verkehr kann zu Lande (Fußgängerverkehr, Fahrzeugverkehr), im Wasser (Schifffahrt), in der Luft (Luftfahrt) und in der Raumfahrt stattfinden. Für jeden Verkehrsträger gibt es unterschiedliche Transport- und Verkehrsmittel sowie eine eigenständige Verkehrsinfrastruktur. Die Fahrzeuge, die im Landverkehr verwendet werden, sind Landfahrzeuge, sofern dies Kraftfahrzeuge sind, können diese je nach Bauart teilweise auch schwimmen und werden dann Amphibienfahrzeuge genannt.

## Verkehrsarten
Die Verkehrsarten können in folgender Übersicht zusammengefasst werden:
| Verkehrsart   | Verkehrsträger im engeren Sinne | Verkehrsträger im weiteren Sinne                | Verkehrsnetz             |
| ------------- | ------------------------------- | ----------------------------------------------- | ------------------------ |
| Landverkehr   | Straßen Schienen                | Straßenverkehrsunternehmen Eisenbahnunternehmen | Straßennetz Schienennetz |
| Wasserverkehr | Wasserstraßen, Seewege          | Reedereien                                      | Wasserstraßennetz        |
| Luftverkehr   | Luftstraßen                     | Fluggesellschaften                              | Luftstraßennetz          |

Als Verkehrsträger im engeren Sinne werden in der Tabelle die Transportwege angesehen, im weiteren Sinne die Transportunternehmen.
Zum Landverkehr zählen insbesondere der Fußverkehr, der Straßenverkehr, der Schienenverkehr und die Seilbahnen, im weiteren Sinne auch die Fördertechnik. Der Landverkehr ist die älteste Verkehrsart, dabei ist der Fußgängerverkehr der ursprünglichste Verkehrsart.

## Verkehrsinfrastruktur
Zur Verkehrsinfrastruktur des Landverkehrs gehören Bahnhöfe, Brücken, Parkplätze, Plätze, Schienen, Straßen oder Wege und die Fahrzeuge als Transport- und Verkehrsmittel. Zur Verkehrsinfrastruktur gehört auch das Verkehrsrecht, dessen Einhaltung durch die Verkehrsüberwachung kontrolliert wird.
| Verkehrsträger   | Transportmittel           | Verkehrsweg  | Verkehrsinfrastruktur                                      |
| ---------------- | ------------------------- | ------------ | ---------------------------------------------------------- |
| Straßenverkehr   | Kraftfahrzeuge, Fahrräder | Straßennetz  | Brücken, Tunnel, Parkplätze, Verkehrsrecht                 |
| Eisenbahnverkehr | Züge                      | Schienennetz | Bahnhöfe, Eisenbahnbrücken, Eisenbahntunnel, Verkehrsrecht |

Als Verkehrsträger wird hierin die Beförderungsart verstanden, mit welcher der Personen- und/oder Gütertransport durchgeführt wird.

## Arten
Allgemein wird unterschieden zwischen Fußgängerverkehr und Fahrzeugverkehr. Beim Fahrzeugverkehr gibt es den gewerblichen und nicht gewerblichen Landverkehr, je nachdem, ob für die Verkehrsleistung eine Gegenleistung in Form von Geld erbracht werden muss oder nicht. Unentgeltlich sind Fußgänger und der Individualverkehr unterwegs. Der  Kraftverkehr unterteilt sich in Güterverkehr (Straßengüterverkehr, Schienengüterverkehr) und Personenverkehr (Straßenpersonenverkehr, Schienenpersonenverkehr).

## Auswirkungen auf die Umwelt
Der Landverkehr trägt in den Industriestaaten (gemeinsam mit der Gebäudebebauung) den höchsten Anteil an der Bodenversiegelung durch den Straßenbau. Der CO2-Ausstoß trägt im Kraftverkehr zur Luftverschmutzung bei und damit zur globalen Erwärmung.